# Rifargia
Rifargia är ett släkte av fjärilar. Rifargia ingår i familjen tandspinnare.

## Dottertaxa tillRifargia, i alfabetisk ordning[1]
- Rifargia alania
- Rifargia albidivisa
- Rifargia albolilacea
- Rifargia aliciata
- Rifargia apella
- Rifargia auscharia
- Rifargia bianca
- Rifargia bichorda
- Rifargia bilskii
- Rifargia biplaga
- Rifargia brioca
- Rifargia brunnea
- Rifargia brunnipennis
- Rifargia calvesta
- Rifargia cassandra
- Rifargia castrena
- Rifargia causia
- Rifargia chocotoa
- Rifargia christinae
- Rifargia cinga
- Rifargia cloelia
- Rifargia condita
- Rifargia corda
- Rifargia cossoides
- Rifargia culpata
- Rifargia demissa
- Rifargia discrepans
- Rifargia dissepta
- Rifargia distinguenda
- Rifargia dubia
- Rifargia edvina
- Rifargia elgiva
- Rifargia everiti
- Rifargia exarmata
- Rifargia extranea
- Rifargia felderi
- Rifargia grandimacula
- Rifargia grisea
- Rifargia haitia
- Rifargia hecina
- Rifargia imitata
- Rifargia impexa
- Rifargia incisura
- Rifargia indecora
- Rifargia indiscata
- Rifargia intermedia
- Rifargia kawensis
- Rifargia lemoulti
- Rifargia lineata
- Rifargia litura
- Rifargia longula
- Rifargia maculata
- Rifargia medioclara
- Rifargia merita
- Rifargia mildora
- Rifargia mistura
- Rifargia moha
- Rifargia molleri
- Rifargia mortis
- Rifargia morula
- Rifargia muscosa
- Rifargia myconos
- Rifargia nebulosa
- Rifargia notabilis
- Rifargia nugax
- Rifargia occulta
- Rifargia ogdeni
- Rifargia onerosa
- Rifargia ormanceyi
- Rifargia panzaleo
- Rifargia paupera
- Rifargia phanerostigma
- Rifargia phasma
- Rifargia picta
- Rifargia possida
- Rifargia praerupta
- Rifargia presbytica
- Rifargia pupula
- Rifargia rothschildi
- Rifargia rufidiscata
- Rifargia sator
- Rifargia spontiva
- Rifargia stellata
- Rifargia terebroides
- Rifargia tertini
- Rifargia testaceata
- Rifargia tethys
- Rifargia titus
- Rifargia toulgoeti
- Rifargia tulira
- Rifargia valteria
- Rifargia variegata
- Rifargia versuta
- Rifargia xylinoides